# Markus Jocher
Markus Jocher (* 9. Januar 1979 in München) ist ein ehemaliger deutscher Eishockeyspieler (Allrounder), der zuletzt beim EHC München in der 2. Bundesliga als Standby-Spieler unter Vertrag stand.

## Karriere
Jocher begann seine Karriere in der Saison 1997/98 beim Zweitligisten SC Riessersee. In der Folgesaison spielte er für die Landshut Cannibals in der DEL, bei denen er auch die der Saison 1999/00 in der Oberliga begann, bevor er zu den München Barons wechselte und dort die Deutsche Meisterschaft feiern konnte. Außerdem hatte er per Förderlizenz einige Einsätze bei den Tölzer Löwen.
Die Spielzeit 2000/01 verbrachte der Rechtsschütze in der 2. Liga beim TSV Erding, ehe er zu den Kölner Haien in die DEL wechselte, wo er auch einige Einsätze beim Kooperationspartner, dem EV Duisburg, in der 2. Bundesliga hatte. Jocher gewann bereits im ersten Jahr die Deutsche Meisterschaft mit den Kölner Haien. Nur ein Jahr später erreichte er mit dem KEC erneut das Finale, welches allerdings verloren ging.
Von 2003 bis 2006 spielte er für die Frankfurt Lions, mit denen er ebenfalls in der ersten Saison den Meistertitel gewann. Nachdem er in der Spielzeit 2005/06 aufgrund einer Verletzung nur wenige Spiele bestritten hatte, wechselte er zum DEL-Aufsteiger Straubing Tigers, bei denen er bis zur Saison 2007/08 spielte.
Von 2008 bis 2010 stand Jocher beim EHC München in der 2. Bundesliga unter Vertrag, bei dem er mit der Rückennummer 6 auflief. Um seinen beruflichen Verpflichtungen nachgehen zu können, spielte Jocher in der Saison 2009/10 im Rahmen eines Standby-Vertrags nur noch sporadisch für den EHC München und wechselte anschließend zu den Löwen Frankfurt.

## Erfolge und Auszeichnungen
- 2000 Deutscher Meister mit den München Barons
- 2002 Deutscher Meister mit den Kölner Haien
- 2004 Deutscher Meister mit den Frankfurt Lions

## Karrierestatistik
(Legende zur Spielerstatistik: Sp oder GP = absolvierte Spiele; T oder G = erzielte Tore; V oder A = erzielte Assists; Pkt oder Pts = erzielte Scorerpunkte; SM oder PIM = erhaltene Strafminuten; +/− = Plus/Minus-Bilanz; PP = erzielte Überzahltore; SH = erzielte Unterzahltore; GW = erzielte Siegtore; 1 Play-downs/Relegation; Kursiv: Statistik nicht vollständig)